# マンゾーニ駅
マンゾーニ駅(Manzoni)はローマ地下鉄A線の駅の一つである。
1980年に開業した地下駅である。
駅はエスクイリーノ区のマンゾーニ通り(viale Manzoni) とエマヌエーレ・フィリベルト通り (via Emanuele Filiberto) とサン・クインティーノ通り (via San Quintino) の交差点にある。

## 周辺
駅の周辺には以下のものがある
- ダンテ広場 (Piazza Dante)
- マンゾーニ通り (Viale Manzoni)
- サン・ジョヴァンニ病院 (Ospedale San Giovanni)
- タッソ通り (via Tasso) の解放博物館 (Museo della liberazione)

## 情報
駅は2006年1月から2007年10月8日まで、エスカレーターの導入、電気配線、安全設備、往来の見直しのための改装工事を行った。
工事中に考古学的遺物が発見され、当初の開業予定日は延期された。
ホームへのバリアフリー用のエレベーター、視覚障害者のための点字と通路、衛生設備と新方式の情報システムなどが実現した。
同時に駅名も、すぐ近くにある博物館の名称を付加して Manzoni - Museo della Liberazioneと改称した。